# 하드라마우트주
하드라마우트주(아랍어: حضرموت)는 예멘 동부에 위치한 주로, 주도는 무칼라이며 인구는 1,029,462명(2004년 기준), 면적은 167,280km2이다. 북쪽으로는 사우디아라비아, 남쪽으로는 아덴만과 인접해 있다.